# Frisk Asker
Frisk Asker er en norske ishockeyklub underlagt Idrettsforeningen Frisk Asker, som blev grundlagt den 5. Februar 1922. Frisk Asker er en af de ældste hockeyklubber i Norge og spiller sine hjemmekampe i Askerhallen. Klubbens hjemmekit er en orange trøje med sorte detaljer, sorte bukser og orange sokker, mens ude-sættet består af en hvid trøje med orange og sorte detaljer, sorte bukser og hvide sokker med sorte og orange detaljer. Eliten spiller ind Norges øverste division, Fjordkraftligaen. Klubben spiller sine hjemmekampe i Askerhallen.
Klubben blev norsk mester i 1975, 1979, 2002 og 2019.

## Historie
Frisk er en af de ældste ishockeyklubber i Norge, der går tilbage til 1935. Indtil 1960'erne og 70'erne spillede Frisk mest i de nedre ligaer. I 1968 ønskede Bonde Bjørn Mortensen at give noget tilbage til samfundet ved at bygge en indendørs skøjtebane i Asker. Det var den første af sin art i Oslo-området og gav klubben et kæmpe løft.

### 1960'erne og 70'erne: storhedstiden
Askerhallen blev åbnet den 31. august 1969 og førte til en række begivenheder, der ville bringe Frisk til toppen af norsk ishockey på få år. I Asker var faciliteterne i første klasse, men spillerens materiale var mangelvare. I Oslo havde en klub kaldet "Tigrene" nøjagtigt de modsatte problemer, så de to klubber besluttede at fusionere. Frisk steg straks til at blive et af de bedste hold i 1. division. I maj 1972 blev Askerhallen hårdt beskadiget i en brand. Bjørn Mortensen ønskede at fortsætte sit engagement og har genopbygget Askerhallen. "" "Nye Askerhallen" "" "blev åbnet i 1973.
Halvfjerdserne viste sig at være de mest succesrige år for Frisk Asker, og de vandt det norske mesterskab i 1975 og 1979.
I løbet af firserne var Frisk Asker i topdivisionen og udmærket sig i at producere talentfulde ishockeyspillere. Ledet af den inspirerende træner Barry Smith lavede de et godt slutspil i 1986.

### 1990'erne: økonomiske problemer, nedrykning og Asker Hockey
På det højeste, men de kunne ikke få nogen reel indflydelse, og økonomiske problemer førte klubben til en recession og til sidst nedrykning i midten af halvfemserne. En fusion med den lokale klub Holmen under navnet Asker Hockey viste sig ikke at lykkes.

### 1995−2009: De bedste hold i ligaen
I 1995 var Frisk Asker tilbage i topligaen på egne ben.
Med lokale rødder og med stigende popularitet går klubben ind i det nye årtusinde som et af de bedste hold i ligaen. I 2002 kunne Frisk endelig fejre sit tredje NM-guld efter at have slået Storhamar Dragons i en meget spændende finale.
Efter at have afsluttet missionen er Frisk ikke i stand til at genopbygge den samme succes, og i de næste par sæsoner forringes resultaterne langsomt. Stadig med et af de bedste ungdomsakademier i norsk hockey arbejdede Frisk hårdt for at vende tilbage til det øverste niveau med begrænsede ressourcer.
I sæsonen 2007/2008 blev Frisk Asker ligamestre. 2008 vandt Frisk Asker NM sølv efter 3 & ndash; 2 tab i sudden death mod Storhamar Dragons, og i alt 4 & ndash; 2 i kampe.

### 2010−2015 De magre år
I maj 2010 blev Frisk Asker Elite AS etableret som et resultat af kravene fra Norsk Ishockeyforening, at alle hold i eliteserien skal adskille den kommercielle drift fra sportsaktiviteterne i holdene. Sportsligt gik klubben ind i en vanskelig periode, og i 2010/11 sluttede holdet på 7. plads i GET ligaen. Det følgende år sluttede holdet sidst og formåede med et råb af nød at redde deres plads i den øverste division efter at have vundet play-off-kampen mod MS. I 2012/13 blev det en godkendt 5. plads, men året efter blev det igen en 7. plads. I 2014/15 spillede klubben til en 4. plads i serien efter at have mistet noget overraskende pludselig mod Stjernen i sidste ligakamp. Det viste sig imidlertid, at holdet havde brugt en spiller uden gyldig licens gennem hele sæsonen, hvilket førte til point og 6. plads i tabellen som et resultat.

### 2015− dato for dato
Frisk Asker havde fået et positivt løft, Anders Bastiansen var tilbage i klubben efter et ophold i Sverige. Tredjepladsen i GET-ligaen 2015/16, men blev slået ud i kvartalet af Vålerenga, det var tredje gang i træk, at Frisk blev slået ud af Vålerenga. I foråret 2017 spillede Frisk Asker Final mod Stavanger Oilers. Dette var Frisk's første NM-finale siden 2008.
I sæsonen 2018/19 kom den tidligere Asker-spiller Patrick André Bovim fra Sparta, Endre Medby, den nylige norske mester for Storhamars Hampus Gustafsson de to nordamerikanere Kyle Bonis og Garrett Thompson til klubben. Det var en urolig sæson for Frisk Asker, der endte på 5. pladsen i serien. Der var få penge, færre tilskuere og træner Scott Hillman blev fyret. Da Hillman forsvandt, kom Jan André Aasland ind. Han var oprindeligt en assisterende træner og blev i en alder af 29 Eliteseriens yngste hovedtræner. Han blev en slags redningsmand, Frisk Asker formåede at skabe hockeyfeber i Asker. 
Frisk slog både Lillehammer og seriemestre Vålerenga og vandt NM i ishockey 2019 efter en dramatisk slutsejr mod favoritten Storhamar Dragons. I 2020 startede Petter Kristiansen sin karriere med 656 spil for klubben (hvilket er en klubrekord).

## Eksterne links
- http://www.friskasker.no/ Arkiveret 2. november 2011 hos  Wayback Machine